# Schwarzach 23 und die Jagd nach dem Mordsfinger
Schwarzach 23 und die Jagd nach dem Mordsfinger ist ein deutscher Fernsehkrimi von Matthias Tiefenbacher aus dem Jahr 2016. Es ist der zweite Film der Reihe Schwarzach 23, in deren Mittelpunkt die Polizistenfamilie Germinger steht. Der Film wurde am 22. Oktober 2016 im ZDF erstausgestrahlt.

## Handlung
Unmittelbar in der Nähe des Münchner Flughafens wird Willy Unterkofer tot aufgefunden. Ein SUV hat ihn überrollt und ihm wurde die Kehle durchgeschnitten, durch eine frühere Verletzung fehlte ihm ein Finger. Einziger Zeuge ist der rechtsradikale Taxifahrer Volker, der Unterkofer in der Nacht befördert hat. Als dieser am Tatort von Franz Germinger jr. befragt wird, fällt ein blinder Passagier vom Himmel und verletzt den Taxifahrer schwer. Franz sen. erfährt von Unterkofers Tochter Kim, dass dieser eine Art Agent gewesen ist und dass er nicht mehr viel Zeit zu leben hätte. Franz sen. und seine Frau Erika kennen den Toten aus ihrer Vergangenheit, die sie nun einzuholen scheint.
Durch seine früheren Kontakte kann Franz sen. seinem Sohn den Halter des SUVs mitteilen, der in der Nacht geblitzt wurde, allerdings ein Tarnkennzeichen besaß. Der SUV gehört zum Fuhrpark einer zwielichtigen bundesbehördlichen Stiftung („Stiftung für Staatsimmobilien“), für die Unterkofer arbeitete. Doch die Chefin der Stiftung, Frau Reventlow, gibt keine Information preis und beruft sich auf ihre Immunität, als „top secret“. Sie kann wegen Geheimhaltung sogar erreichen, dass die Polizei nicht mehr weiter ermitteln darf. Der Taxifahrer wurde mittlerweile im Klinikum vergiftet, Anna Germinger gelingt es allerdings über die Selfies eines Patienten den Täter zu identifizieren. Es ist ein Mitarbeiter der Stiftung.
Franz jr. kann die Geschehnisse der Vergangenheit langsam verstehen. 1984 wurden wegen des Flughafenbaus Grundstücke aufgekauft. Edi Sternbrunner hat nicht verkauft, das war er seinem Bruder Sepp schuldig, der bei einem vermeintlichen Unfall infolge von Alkoholgenuss ums Leben kam. Der damalige Ermittler war Franz sen., die Ermittlungen wurden aber schnell eingestellt. Tatsächlich hat Unterkofer damals nachgeholfen und Sepp bei einem Kampf in eine Kreissäge geworfen und dabei den Finger verloren. Dann ergab sich für Edi die Gelegenheit, seinen Bruder zu rächen, als er Unterkofer an jenem Morgen zufällig überfahren auf dem Weg liegen sah. Er brauchte ihm nur noch mit seinem Rasiermesser die Kehle durchschneiden. Franz jr. ist wütend auf seinen Vater, er hat sich damals erpressen und kaufen lassen und die Einstellung der Ermittlungen im Fall Sepp Sternbrummer akzeptiert. Den Finger hat Franz sen. seit 1984 bei sich aufbewahrt.
Franz jr. und Anna können den Mörder des Taxifahrers festnehmen und versuchen mit ihm als Kronzeugen die Stiftung zur Rechenschaft zu ziehen. Um dies zu verhindern, möchte Frau Reventlow die beiden Polizisten allerdings mit 500.000 Euro bestechen. Beide gehen zunächst auf den Deal ein, bei der Geldübergabe auf einem Feld in der Nähe des Flughafens widersetzen sie sich jedoch. Bei einem Schusswechsel werden Frau Reventlow, der Kronzeuge, sowie Edi Sternbrunner erschossen, die Germinger-Geschwister werden durch ihre Schutzwesten davor bewahrt.
Noch immer verärgert wegen der Käuflichkeit seines Vaters von über 30 Jahren, packt Franz jr. mit seiner Tochter die Sachen und möchte aus dem Familienhaus ausziehen. Da er jedoch nicht wie erhofft Zuflucht bei Kim finden kann – zu dieser hatte er mittlerweile eine gewisse Nähe aufgebaut – müssen die beiden wieder zurück nach Schwarzach 23.

## Produktion
Die Rolle des jungen Franz Germinger sen. in den Rückblenden auf die 1980er Jahre spielt Friedrich von Thun's Sohn Max von Thun.
In dem Film haben einige „(Anti-)Schauspieler und Prominasen“ der 1980er Jahre Nebenrollen bzw. Gastauftritte, wie z. B. Wolfgang Fierek, Simone Rethel, Christof Wackernagel oder Harry Baer. Sie runden das Ganze als eine Art Insider-Joke ab.
Die Dreharbeiten fanden vom 18. Februar 2016 bis zum 19. März 2016 statt. Drehorte des Films waren München und Umgebung, so z. B. die Klinik Schwabing am Kölner Platz und das Helios Klinikum München Perlach. Die Haltestelle Kölner Platz, an der Franz jr. und Kim in eine Straßenbahn steigen, wird normalerweise nicht von der Straßenbahn München bedient.

## Rezeption

### Kritiken
Das Lexikon des internationalen Films urteilt: „Skurriler (Fernsehserien-)Krimi, getragen von lakonischem, mitunter aberwitzigem Humor sowie seinen gut aufgelegten, höchst spielfreudigen Darstellern.“
Rainer Tittelbach gibt dem Film bei tittelbach.tv 5 von 6 möglichen Sternen. Er schreibt: „Auch wenn „Schwarzach 23 und die Jagd nach dem Mordsfinger“ im Gegensatz zur ersten Episode […] einen Gang zurückschaltet, setzt der Film von Matthias Tiefenbacher Maßstäbe in puncto Krimi-Ironie. Ein melancholischer Grundton zieht sich durch den Film. Eine seltsame Generation, die Schickimickis und die Politikbewegten der 1980er Jahre, lässt Autor Jeltsch in der Geschichte wiederaufleben; dabei gerät auch die Polizisten-Familie auf den Prüfstand. Die schmerzliche Wehmut im Blick von Vater & Sohn […] ist das nachhaltige emotionale Band des Films. Die perfekte Engführung von Krimi & Komödie sorgt auch diesmal für einige komische Schmankerl.“

### Einschaltquoten
Bei seiner Erstausstrahlung im ZDF am 22. Oktober 2016 sahen 4,47 Millionen Zuschauer den Film. Dies entsprach einem Marktanteil von 14,6 %.